# Osek nad Bečvou
Osek nad Bečvou település Csehországban, Přerovi járásban. Osek nad Bečvou Radslavice, Oldřichov, Radvanice, Veselíčko, Lipník nad Bečvou, Prosenice, Hlinsko és Sušice településekkel határos. Lakosainak száma 1366 fő (2024. január 1.).

## Népesség
A település lakosságának változását az alábbi diagram mutatja:
| Lakosok száma | 894  | 1180 | 1254 | 1211 | 1067 | 1074 | 1258 | 1272 | 1300 | 1366 |
|               | 1869 | 1890 | 1921 | 1950 | 1980 | 2001 | 2017 | 2019 | 2022 | 2024 |